# Shelley Taylor-Smith
Shelley Taylor-Smith (Perth; 3 de agosto de 1961) es una nadadora australiana retirada especializada en pruebas de larga distancia en aguas abiertas, donde consiguió ser campeona mundial en 1991 en los 25 km en aguas abiertas.

## Carrera deportiva
En el Campeonato Mundial de Natación de 1991 celebrado en Perth (Australia), ganó la medalla de  en los 25 km en aguas abiertas, con un tiempo de 5:21:05 segundos, por delante de las estadounidenses Martha Jahn  (plata con 5:25:16 segundos) y Karen Burton  (bronce con 5:28:22 segundos); tres años después, en el Campeonato Mundial de Natación de 1994 celebrado en Roma, ganó el bronce en la misma prueba.